# Silsden
Silsden – miasto w Anglii, w hrabstwie ceremonialnym West Yorkshire, w dystrykcie metropolitalnym Bradford. Leży 29 km na północny zachód od miasta Leeds i 294 km na północny zachód od Londynu. W 2001 miasto liczyło 7999 mieszkańców.